# Publicité mensongère

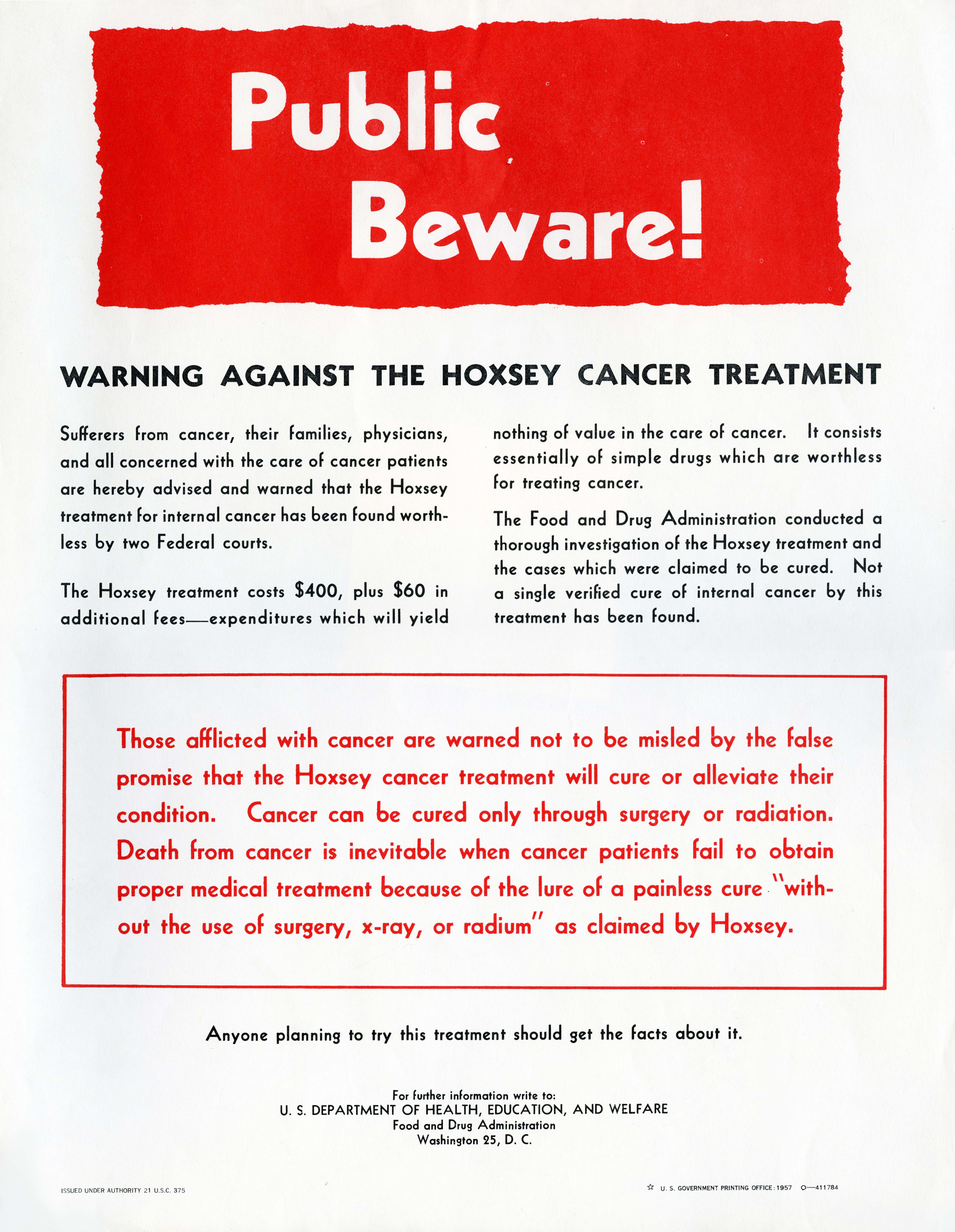
Affiche de la Food and Drug Administration mettant en garde contre un faux traitement contre le cancer en 1957. Le cadre rouge souligne quelques éléments mensongers employés pour vendre ce traitement.

Une publicité mensongère est une publicité contenant des éléments faux, ou conçus pour induire en erreur. On parle aussi de publicité trompeuse ou publicité frauduleuse pour décrire des pratiques commerciales trompeuses, généralement interdites par la loi (que la tromperie ait ou non causé un dommage, avec ou sans intention de tromper).

## Publicité mensongère et législation

### Union européenne
Une directive européenne interdit la publicité trompeuse, 

#### France
La disposition interdisant la publicité mensongère est l'article L121-1 du code de la consommation (loi 2008-776 du 4 août 2008).
Les pratiques commerciales trompeuses sont punies des peines prévues au premier alinéa de l'article L. 121-6 du code de la consommation. Il prévoit deux ans d'emprisonnement accompagnés d'une amende de 300 000 euros.

#### Belgique
Le législateur belge précise qu’« une pratique commerciale est réputée trompeuse si elle contient des informations fausses et qu'elle est donc mensongère ou que, d'une manière quelconque, y compris par sa présentation générale, elle induit ou est susceptible d'induire en erreur le consommateur moyen en ce qui concerne un ou plusieurs des éléments suivants, même si les informations présentées sont factuellement correctes, et que, dans un cas comme dans l'autre, elle l'amène ou est susceptible de l'amener à prendre une décision commerciale qu'il n'aurait pas prise autrement ». 
Un arrêt datant du 8 mai 2008, la Cour d’appel de Bruxelles a utilisé comme critère « l’influence sur le comportement économique du consommateur » et l'année suivante (2009), cette même Cour a insisté sur la notion d’« influence » au sens large (et plus seulement économique), en rappelant que la publicité est identifiée comme déloyale lorsqu’elle modifie le comportement du destinataire en l’induisant à prendre des décisions qu’il n’aurait pas prises autrement.

### Québec (Canada)
La Loi sur la protection du consommateur du Québec contient plusieurs dispositions relatives à la conformité du produit au message publicitaire. En particulier, l'article 41 LPC énonce que :

« 41. Un bien ou un service fourni doit être conforme à une déclaration ou à un message publicitaire faits à son sujet par le commerçant ou le fabricant. Une déclaration ou un message publicitaire lie ce commerçant ou ce fabricant. »

Cette disposition peut se lire en conjonction avec les articles 219 et suivants de la LPC.

« 219. Aucun commerçant, fabricant ou publicitaire ne peut, par quelque moyen que ce soit, faire une représentation fausse ou trompeuse à un consommateur. »

### Suisse
En Suisse, depuis 1966, les cas de publicité mensongère ou trompeuse (dont publicité comparative déloyale, etc.) peuvent être dénoncés, par toute personne, auprès de la Commission suisse pour la loyauté,.
Cet organisme privé d'autocontrôle de la branche de la publicité est composée à parts égales de consommateurs, de professionnels des médias et de publicitaires. La Commission suisse pour la loyauté prend position (recommandations) en se basant sur le « Code international de pratiques loyales en matière de publicité », les lois suisses (notamment la loi fédérale contre la concurrence déloyale) ainsi que ses « Règles de loyauté dans la communication commerciale ».

## Exemples
En 2024, le Tribunal cantonal vaudois (Suisse) condamne Conforama pour avoir trompé ses clients avec de faux « prix barrés » (montrant un prix avant rabais erroné). L'amende de 5 000 francs suisses est complétée par 1,5 million de créance compensatrice pour gains illicites.
- Les bracelets Power Balance.
- La boule lavante.